# Todo está iluminado (novela)
Todo está iluminado es la primera novela del escritor estadounidense Jonathan Safran Foer, publicada en 2002 por Houghton Mifflin. Fue adaptada a una película homónima protagonizada por Elijah Wood y Eugene Hütz en 2005.
La estilo y la estructura del libro recibieron elogios de la crítica por la manera en que alterna entre dos historias, ambas autobiográficas. Una de ellas es la historia novelada de la ciudad desaparecida de Trochenbrod (Trachimbrod), un shtetl exclusivamente judío en Polonia antes del Holocausto, donde nació el abuelo del autor. La segunda narración abarca el viaje de Foer a Ucrania en busca de los restos y recuerdos de Trachimbrod, así como la escritura en curso del autor.

## Antecedentes históricos
La ciudad de Trochenbrod era un shtetl exclusivamente judío situado en oeste de Ucrania. Después del ataque alemán a la Unión Soviética en 1941, se estableció un gueto nazi en Trochenbrod para los residentes locales, incluidos los de los pueblos cercanos. El gueto fue exterminado durante el Holocausto. En agosto y septiembre de 1942, casi todos los judíos de Trochenbrod fueron asesinados por las tropas de seguridad alemanas con la ayuda de la policía auxiliar ucraniana, que los acorraló. Se estima que entre 3.000 y 4.000 judíos fueron asesinados, incluidos los de la cercana Lozisht.

## Trama
Jonathan Safran Foer (el autor), un joven judío estadounidense, vegetariano y ávido investigador de la herencia de su familia, viaja a Ucrania en busca de Augustine, la mujer que salvó la vida de su abuelo Safran durante la liquidación nazi de Trachimbrod, el shtetl de su familia (una pequeña ciudad) en el este de Polonia ocupado. Armado con mapas, cigarrillos y muchas copias de una vieja fotografía de Augustine y su abuelo, Jonathan comienza su búsqueda con la ayuda de su nativo ucraniano y futuro buen amigo, Alexander "Alex" Perchov, que tiene la edad de Foer y es muy aficionado a la cultura pop estadounidense, aunque una cultura que ya está obsoleta en los Estados Unidos. Alexander estudió inglés en su universidad, y aunque su conocimiento del idioma no es "de primera", se convierte en traductor de Foer. El abuelo "ciego" de Alex y su " perra guía trastornada", Sammy Davis, Jr., Jr., los acompañan en su viaje. 
La novela se compone de tres narraciones básicas: capítulos escritos por Jonathan, capítulos escritos por Alex y cartas de Alex a Jonathan. Los capítulos escritos por Alex describen el viaje actual de Jonathan . Las cartas de Alex a Jonathan revelan la creciente relación de ambos personajes como escritores y amigos. Los capítulos escritos por Jonathan describen diferentes eventos ficticios de la historia de su familia en Trachimbrod:
En 1791, un carro que supuestamente pertenecía a un hombre llamado Trachim B se estrella en un río. Trachim B muere, aunque sobrevive un bebé recién nacido. A partir de ese momento, la historia de Trachimbrod gira en torno a este incidente. Cada año, celebran el día de Trachimday y recrean el accidente como parte de las festividades. La gente de la aldea vive una vida sencilla, sin preocuparse por el gobierno.
Se describe la vida de varios antepasados de Jonathan, principalmente Brod y Safran. Brod es la bebé que surgió del río y, según se dice, la tatarabuela de Jonathan. Yankel la adopta. La noche en que Yankel muere, Brod conoce a Kolker. Poco después de casarse, Kolker se queda con una sierra de disco incrustada en la cabeza en el molino de harina. Sobrevive, pero se vuelve violento y abusivo con Brod como consecuencia de su lesión. Antes de morir, le dice a Brod que Yankel no es su verdadero padre. Cuando Kolker muere, su cuerpo es bronceado y erigido como estatua en la plaza del pueblo. Sirve como reloj de sol y símbolo de buena suerte hasta que Trachimbrod es destruido.
Safran tiene un brazo lisiado, algo que las mujeres encuentran muy atractivo. Por ello, es extremadamente promiscuo desde joven. Es incapaz de tener un orgasmo, por lo que se gana la reputación de amante duradero. Aunque desea estar con su amante gitana de toda la vida, Safran se casa con Zosha en un matrimonio concertado, pero la engaña con su hermana en la fiesta. En la noche de bodas de Zosha y Safran, Safran tiene su primer orgasmo y los recién casados conciben un hijo. Este hijo es lo único que Safran es realmente capaz de amar. Poco después, Trachimbrod es destruida por los nazis. La mayoría de los habitantes del pueblo, incluyendo a Zosha y al bebé, mueren en el río. Los demás son quemados vivos en la sinagoga. Solo Safran logra escapar.

## Recepción
En noviembre de 2020, Cornelia Geißler escribió en el Frankfurter Rundschau: "¿Había ocurrido esto antes? Un joven autor causa sensación con una novela sobre las lagunas en su historia familiar, ¿y luego aparece su madre e investiga todo? Así es, a grandes rasgos, como se conectan dos libros de Jonathan y Esther Safran Foer. Sin uno, el otro no existiría. Y Jonathan Safran Foer probablemente no se habría convertido en el escritor famoso que es hoy [...] si no hubiera intentado primero resolver el enigma que le planteó su madre. Originalmente, buscaba un tema para su tesis de maestría, y luego se convirtió en novela". Esto encontró su culminación en el libro de su madre: Debes saber que seguimos aquí. Según Geißler, el libro de Esther Safran Foer es una investigación rica en datos sobre su propia historia familiar y la historia de los judíos de Trochenbrod, "inteligentemente construida y claramente formulada", por lo que, debido a la interpretación subjetiva de estos hechos, "esta memoria es también una obra literaria".
El Frankfurter Allgemeine Zeitung comentó: "Un debut como ningún otro en mucho tiempo: en su novela “Todo está iluminado”, Jonathan Safran Foer logra el milagro de la memoria inventada."
El semanario Die Zeit resaltó que: „Es tan divertido e inteligente, con tanta comedia y un exceso de gran sabiduría envuelto en un formato pequeño, que a veces uno se pregunta cómo pudo haberle pasado esto a un autor tan joven.“
El crítico literario de The Guardian, Sam Jordison, se niega a compatir lo que considera exagerados elogios a la novela y su supuesta originalidad: "Foer ha tomado de todos los estilos, desde Lawrence Sterne hasta (oh, Dios mío) Dave Eggers: está el realismo mágico de Gabriel García Márquez. Hay una trama sacada de William Styron. Hay préstamos repetidos del El tambor de hojalata (hasta el punto de que un personaje se esconde debajo de las faldas de alguien). Hay una referencia efectista a su propio nombre, como ocurre con todos los escritores estadounidenses dolorosamente posmodernos que comenzaron su carrera después del milenio. Etcétera. Etcétera [...] Así que cuando también sugieren que este libro "cambia las reglas del juego" y "la próxima gran novela estadounidense", podemos ignorarlos. Sobre todo porque, por desgracia, este libro no tiene mucho de policía. A pesar del evidente talento de Safran Foer, no es ni de lejos igual a la suma de sus partes."

## Premios y honores
- National Jewish Book Award 2001[10]
- Guardian First Book Award  en 2002[11]
- Bestseller del New York Times de 2002[12]
- Young Lions Award 2003[13]
- William Saroyan International Prize for Writing 2003[14]
- Premio PEN/Robert W. Bingham 2004, coganador[15]
- Los mejores libros de la generación de Pajiba 2007 (Lista de lectores), N.° 8.[16]

## Adaptación
- La novela fue adaptada para el cine en la película homónima y supuso el debut cinematográfico de Liev Schreiber como director y guionista. Fue protagonizada por Elijah Wood y Eugene Hütz.[17][18]